# Volkan Işık

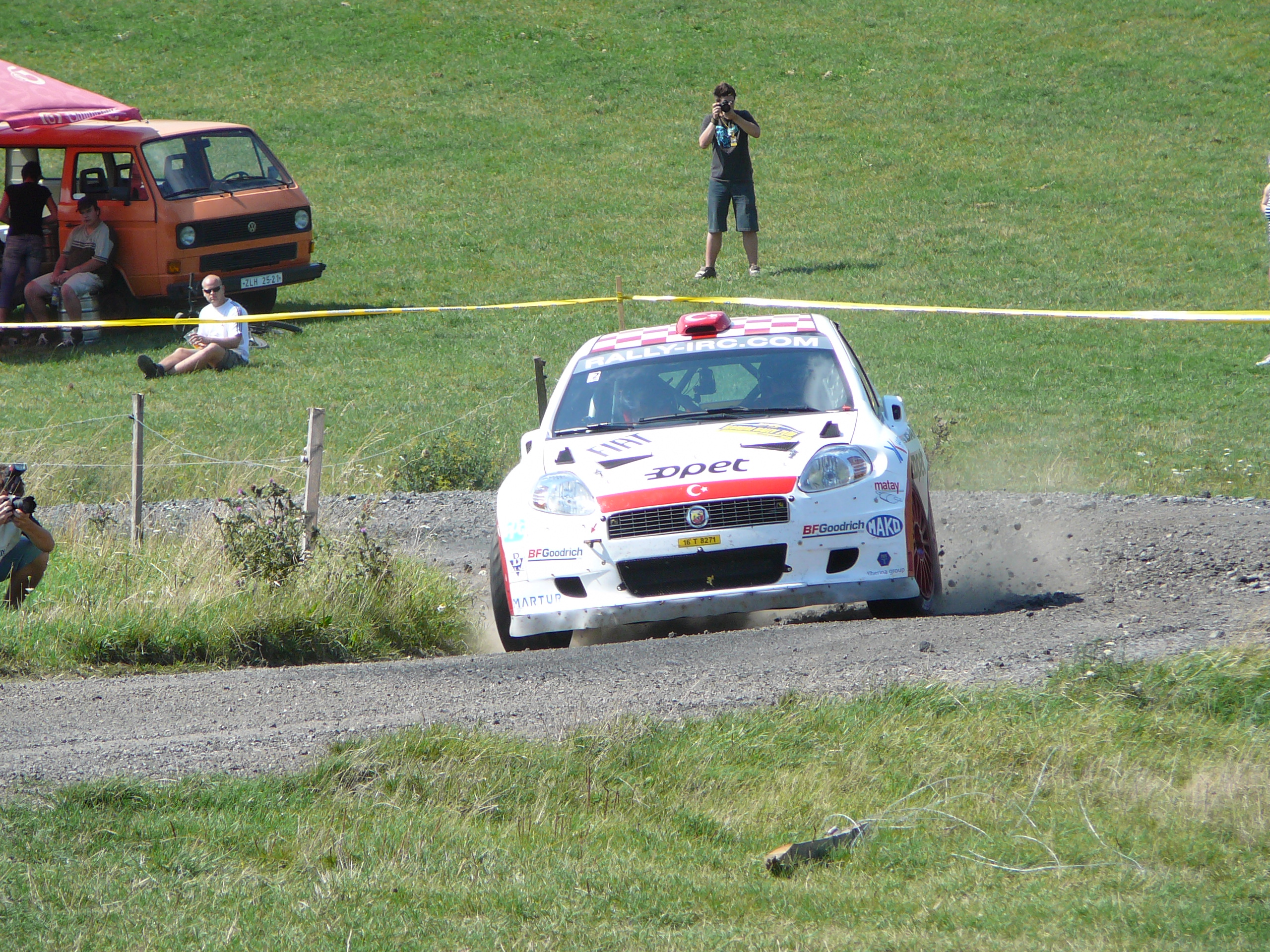
Volkan Işık mit Kaan Özşenler im Fiat Abarth Grande Punto S2000

Volkan Işık (* 11. September 1967 in Istanbul) ist ein türkischer Rallyefahrer. Der mehrfache türkische Meister ist der einzige Rallyefahrer seines Heimatlandes, der an einem Weltmeisterschaftslauf WM-Punkte erringen konnte.

## Karriere
Die erste Rallye seiner Karriere war 1989 die Ali Sipahi Rallye in der Türkei, in der er auf Anhieb den zweiten Schlussrang belegte. 1990 bestritt Işık als Amateur einige Rallyes, bevor er 1991 zu Renault kam. 1993 erfolgte der Wechsel zum Marlboro Team, wo er bis 1999 fuhr. In dieser Zeitspanne wurde Volkan Işık 1995 erstmals türkischer Meister und bestritt seine ersten internationalen Rallyes.
In den Jahren 1998 und 1999 nahm Işık an einigen Läufen der Rallye-Weltmeisterschaft teil. An der Rallye Portugal 1999 wurde er Siebter im Gesamtklassement und verpasste nur knapp die Punkteränge. Nach drei Renntagen der Rallye China desselben Jahres belegte Volkan Işık den sechsten Schlussrang in der Gesamtwertung und gewann auf einem Toyota Corolla WRC des Toyota Mobil Team Turkey einen WM-Punkt. Er ist der einzige Rallyepilot der Türkei, dem dies an einem Weltmeisterschaftslauf gelang. Wegen fehlender finanzkräftiger Sponsoren beschränkte sich Işık in den Jahren 2000 und 2001 auf Einsätze in seiner Heimat. 2003 wurde er zum zweiten Mal türkischer Rallyemeister.
2007 gewann er den Europameisterschaftslauf in Griechenland und wurde Vize-Europameister in derselben Saison. Ein Jahr darauf, 2008, belegte er in der Rallye-Europameisterschaft den dritten Schlussrang. 2010 nahm Işık, der neben Türkisch auch fließend Englisch und Italienisch spricht, auf einem älteren Peugeot 206 WRC mit dem türkischen Lassa Rallye Team an italienischen Rallyes teil. Während der laufenden Meisterschaft wechselte er auf einen neueren Peugeot 207 S2000, mit dem er an zwei Läufen jeweils den 3. Podiumsplatz herausfuhr. Işık beendete die Saison in der Trofeo Rallye Terra, welche zur italienischen Meisterschaft gehört, mit dem 3. Gesamtschlussrang.

## Sonstiges
Neben dem Engagement als Rallyefahrer ist der verheiratete Işık auch als Instruktor für Sicherheits- und Sportfahrlehrgänge tätig. Zudem ist er in der Entwicklung von Lassa-Reifen für den Motorsport involviert und betreut als Teamchef auch Nachwuchsfahrer.